# Region Fatick

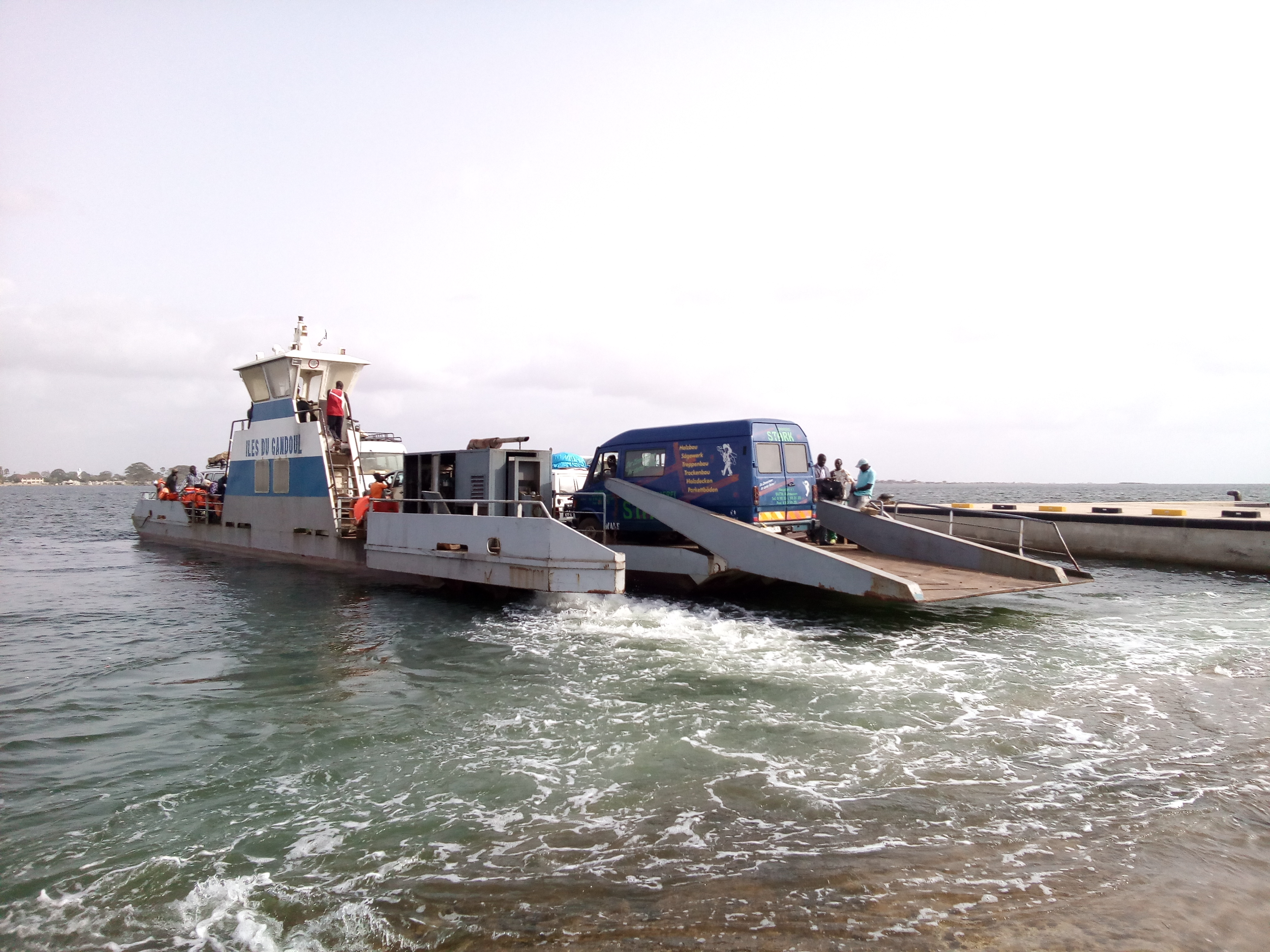
Die Fähre von Foundiougne verbindet die durch den Saloum geteilte Region

Die Region Fatick mit der Hauptstadt Fatick ist eine Küstenregion im Westen des Senegal. Im Süden grenzt die Region an Gambia.

## Geographische Lage
Die Region Fatick liegt im westlichen Senegal langgestreckt an der Petite-Côte genannten Atlantikküste und setzt sich ellenbogenförmig nach Nordosten abgewinkelt ins Landesinnere fort. Sie grenzt im Westen an den Atlantischen Ozean. Im Uhrzeigersinn folgen von Nordwesten bis Osten Grenzen mit den Nachbarregionen Thies, Diourbel, Kaffrine und Kaolack. Im Süden liegt das Nachbarland Gambia.
Die größten Flüsse der Region sind der Sine, an dem die Regionalpräfektur Fatick liegt, und der Saloum, dessen breiter Unterlauf den Nord- und den Südteil der Region voneinander trennt. Schon an der Mündung des Sine in den Saloum bildet dieser das ausgedehnte, durch die weit landeinwärts reichende Gezeitenströmung gestaltete Saloum-Delta, das mit einer Breite von 54 Kilometer die gesamte Küstenlinie der Region einnimmt. Das Delta wird durch ein weit verzweigtes System von Bolons wie dem Jinnak Bolon und durch Mangrovenwälder amphibisch geprägt und umfasst zahlreiche Inseln, Sandbänke, Untiefen und Flachwasserzonen bis weit hinaus ins Küstenmeer. Teile des Deltas, die auch den Nationalpark Delta du Saloum umfassen, sind als UNESCO-Welterbe und UNESCO-Biosphärenreservat ausgewiesen.

## Geschichte
Die Region Fatick ist als eine von vier Regionen durch das Gesetz Nr. 84-22 vom 24. März 1984 geschaffen worden (Kolda, Ziguinchor, Fatick und Kaolack), und zwar ersetzten die beiden letztgenannten die Region Sine-Saloum. Im Jahr 2002 verkleinerte sich die Region Fatick um das im äußersten Nordosten gelegene Arrondissement Taïf, das mit einer Fläche von 410 km² in das Département Mbacké der Region Diourbel wechselte. Nach dem Stand der Volkszählung von Dezember 2002 bedeckte die Region noch eine Fläche von 7910 km² und hatte 615.558 Einwohner. Sie war damals in 10 Arrondissements, 7 Kommunen (Communes) und 33 Landgemeinden (Communautés rurales) gegliedert. Im Jahr 2008 wurde das nordöstliche Département Gossas verkleinert. Die Gegend um Guinguinéo wurde aus der Region Fatick ausgegliedert und als Département Guinguinéo in die Region Kaolack eingegliedert. Für die verkleinerte Region wurden nach dem Stand der Volkszählung von 2023 eine Fläche von 6685 km² und 908.858 Einwohner dokumentiert.

## Gliederung
Die Region Fatick untergliedert sich in drei Départements:
- Fatick
- Foundiougne
- Gossas

Auf den nächsten Gliederungsebenen sind für 2013 neun Arrondissements, neun Kommunen (Communes) und 31 Landgemeinden (Communautés rurales) zu nennen.